# Via Mala
La Viamala o Via Mala è una stretta gola lungo il corso del Reno Posteriore, tra Thusis e Zillis-Reischen, in Svizzera, nel Cantone dei Grigioni, e l'antico sentiero che la percorre. Questa gola, con pareti rocciose alte fino a 300 metri e il fondo strettissimo, era in passato il principale ostacolo sulla strada che attraverso i passi alpini dello Spluga e del San Bernardino collegava il sud della Germania con la Lombardia.

## Etimologia
Il nome della via deriva dal romancio via Mala ("strada cattiva"), a causa dei passaggi impervi e pericolosi che la caratterizzano. Un'altra ipotesi ne farebbe derivare il nome dal fatto che nel Medioevo, dopo un periodo di abbandono, era caduta in rovina.

## Storia

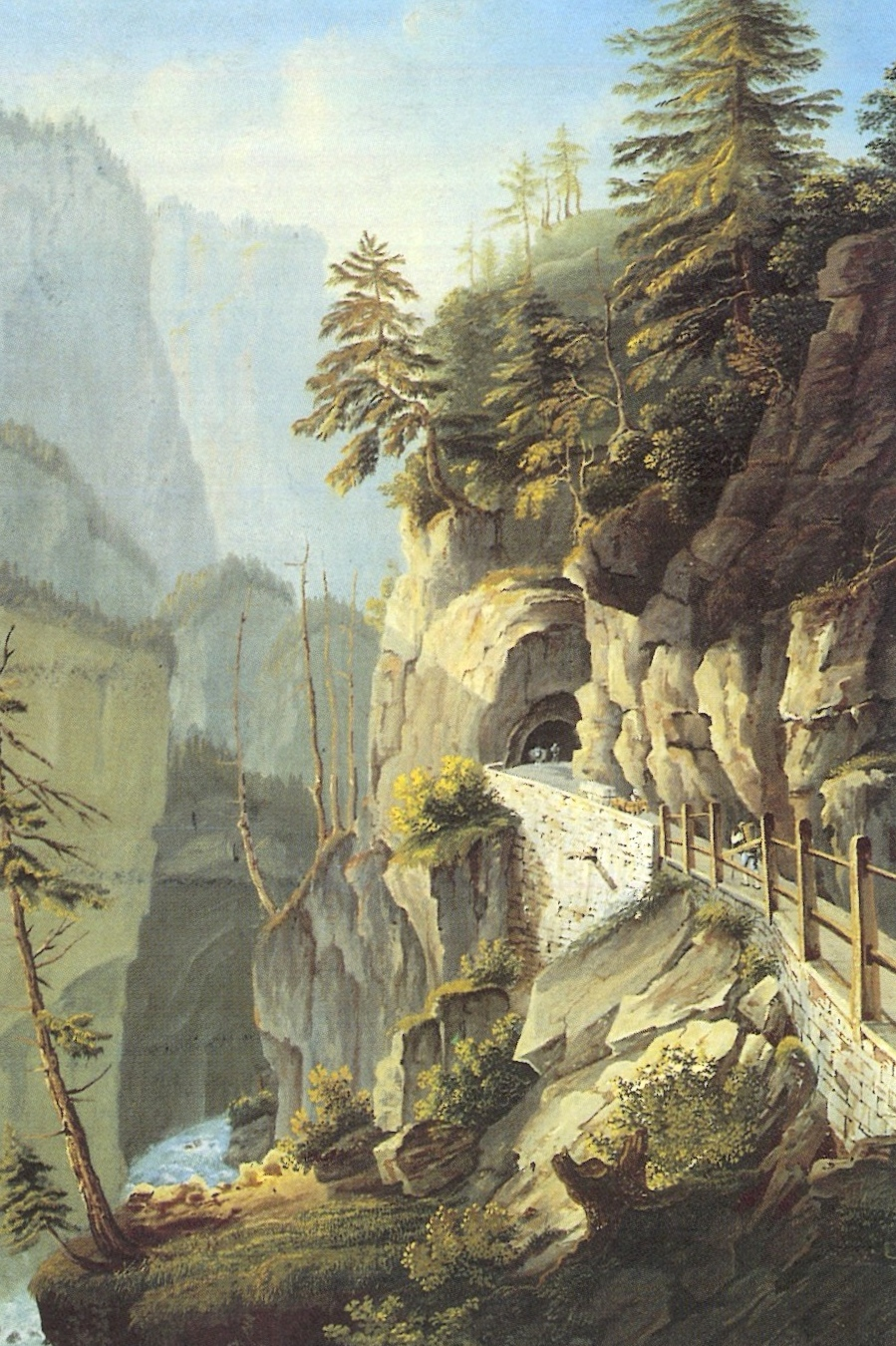
La Viamala nella prima metà del XIX secolo. Rappresentazione di Johann Ludwig Bleurer

### Origini della strada
Nonostante le asperità del percorso la gola della Viamala costituiva fin dall'antichità una via di collegamento fra la Lombardia e il sud della Germania, essendo la più breve su questa direttrice.
La mulattiera era già frequentata in epoca pre-romana e venne probabilmente utilizzata anche dagli stessi Romani, che vi avrebbero apportato dei miglioramenti quando alla fine del I secolo a.C. conquistarono la Rezia. Risalirebbero a quel periodo alcune semi-gallerie scavate nella roccia ed ancora oggi visibili, da altri ritenute di epoca medioevale.

### La ricostruzione del 1473
Durante il Medioevo il passaggio attraverso il passo dello Spluga, e di conseguenza per le gole della Viamala perse di importanza a favore di quello per il passo del Settimo. Le motivazioni erano essenzialmente politiche, poiché l'imperatore Carlo IV, per favorire il vescovo di Coira, che controllava la via del passo del Settimo, proibì alle città dell'impero di utilizzare passaggi alternativi a questa. Solo nel 1473, venuta meno l'autorità del potere vescovile, fu autorizzato un completo restauro della strada, nel frattempo caduta in rovina. Risalirebbe a quel tempo la denominazione di "via Mala". In occasione di questi lavori fu collocata, su una fontana che si trova ancora oggi di fronte al municipio di Thusis, un'iscrizione che ricorda l'avvenimento.
La nuova via, restando sul versante sinistro della gola, seguiva solo parzialmente il percorso antico, che percorreva invece il versante destro: fu costruito un nuovo ponte, il primo in pietra, che sostituiva i precedenti in legno, e scavato un sentiero nella roccia per raccordarsi al vecchio tracciato. La variazione di percorso tagliò fuori alcuni villaggi e questo fu causa di tensioni negli anni seguenti.
A partire dalla costruzione della strada i traffici lungo la stessa furono gestiti dai Porti, le corporazioni di contadini-someggiatori che detenevano il monopolio dei trasporti e curavano la manutenzione della strada, garantendo importanti guadagni agli abitanti dei villaggi situati lungo il percorso.
Tra il 1738 e il 1739 furono realizzati due ponti, che con un doppio attraversamento della gola evitavano il tratto più esposto della strada antica; nel 1834 l'accesso a uno di questi ponti fu distrutto da un'alluvione rendendo inutile il manufatto che venne abbandonato. Un nuovo ponte fu eretto più a nord due anni più tardi.

### L'apertura della "Comerzialstrasse"

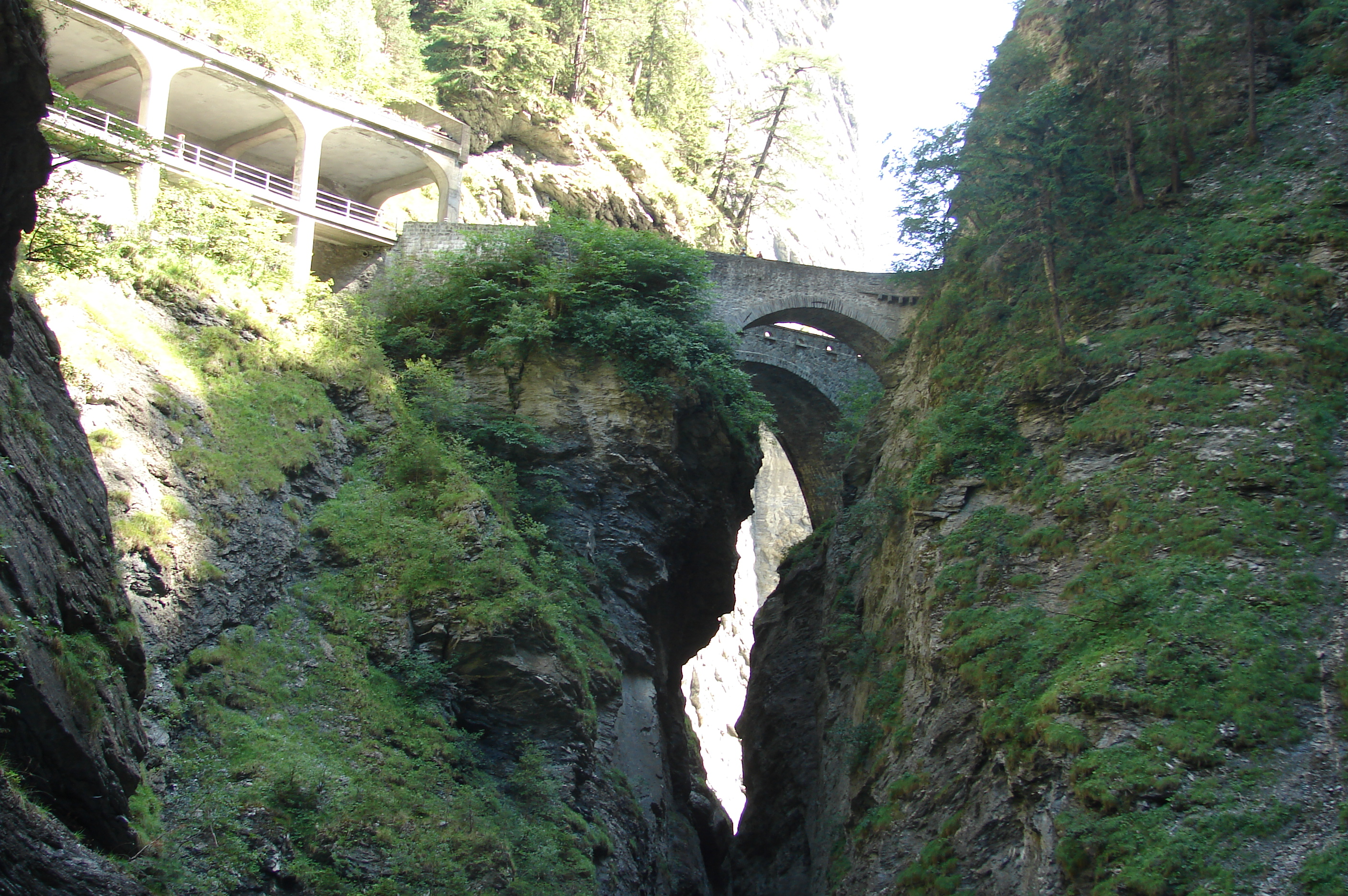
Due storici ponti visti dal fondo della gola

La concorrenza degli altri passi si faceva sempre più evidente e già a partire dal 1805 si era aperto un dibattito sull'opportunità di costruire una nuova strada. Fu solo però dopo la caduta di Napoleone che la proposta si concretizzò, pur in presenza di posizioni divergenti: il regno di Sardegna sosteneva la costruzione della strada attraverso il San Bernardino mentre l'impero asburgico avrebbe preferito la via dello Splüga, più congeniale ai suoi traffici. Ciononostante nel 1818 accondiscese alla costruzione sulla tratta del San Bernardino-Viamala. I finanziamenti per la costruzione provennero dal Regno di Sardegna, dal Cantone dei Grigioni e dall'impero asburgico, da cui dipendeva il Lombardo-Veneto.
La decisione definitiva venne presa nel 1818, nonostante l'opposizione dei Porti, il cui monopolio sui trasporti sarebbe andato definitivamente in crisi con la liberalizzazione delle strade.
Secondo alcuni un'altra ragione della costruzione della nuova strada sarebbe stata la carestia del 1816. Questa ulteriore causa però è tuttora oggetto di dibattito. Infatti, nonostante venga citata da più fonti, precisa anche Jürg Simonett, ex direttore del Museo Retico di Coira, non si è trovata una fonte di quei tempi che citi la carestia del 1816 come causa della costruzione della strada.
Sotto la direzione dell'ingegnere ticinese Giulio Pocobelli e con l'aiuto del suo assistente Richard La Nicca nello stesso anno ebbero inizio i lavori di costruzione della nuova strada da Coira a Bellinzona, resa transitabile dal 1821 e completata nel 1823. Con l'abolizione delle società dei Porti nel 1834 vennero infine liberalizzate le attività di trasporto, portando ad uno scambio più rapido ed economico delle merci; la costruzione delle strade sui passi incentivò non solo il commercio ma anche il nascente turismo nei Grigioni.

### Sviluppi recenti
La strada del 1836 è rimasta sostanzialmente invariata fino ad oggi, a parte un nuovo ponte costruito nel 1936 per sostituire il ponte superstite del 1738, tuttora esistente ma percorribile solo a piedi.
Nel 1967 fu aperta la nuova autostrada A13, che supera la parte più stretta della Viamala con un tunnel di 742 metri e attraversa la gola nella parte meridionale su un ponte ad arco di 86 metri progettato da Christian Menn.
Nel 1996 è stata costruita una passerella pedonale per raggiungere i resti del percorso antico; questa prima passerella venne distrutta da una frana nel 1999 e fu ricostruita nel 2005
Da un parcheggio lungo la strada una scala a pagamento di 321 gradini consente ai turisti di scendere sul fondo della gola.